# 百戰百勝
《百戰百勝》是胡瓜、小亮哥、徐乃麟在中華電視公司主持的大型戶外競賽節目，製作單位是全宇傳播（後期為映畫傳播）與頤倫影視，製作人是王鈞、李淳蓉、郭宏亮、李誠彥，首播期間為1988年10月16日至1998年3月1日。首播時間最初每週日中午12時50分，之後改為每週日中午12時20分，最後改為每週日中午12時30分。

## 概要
《百戰百勝》源自由日本藝人北野武主持的TBS電視台大型戶外競賽節目《百戰百勝王》（中華民國電視學會《中華民國電視年鑑》譯為《風雲古堡》，JET日本台譯為《百戰百勝王》），藉著節目中各單元的設計，帶動戶外活動的風氣。錄影地點先後為桃園縣楊梅市味全埔心牧場、台中市亞哥花園與苗栗縣造橋鄉香格拉樂園。
1988年10月16日，《百戰百勝》開播，以年輕觀眾為訴求對象，完全依日本模式進行；為了合乎日本合作單位的要求，競賽項目之道具投資高達新台幣140萬元，錄影時一次就是五部攝影機。
王鈞強調，《百戰百勝》是從日本引進的，但不是抄襲的：「我是第一個以正規途徑引進來日本節目know-how的節目製作人。以《百戰百勝》為例，遊戲節目其實是很專業的；尤其是道具，就有它絕對的奧秘之處。我們真正用了以後才發現，人家把每一項遊戲都實驗了那麼久，不會受傷是有原因的；這也是我覺得值得花錢去買的原因。」王鈞也說，「模仿人家，也要有適當的轉換。我們雖然從日本合法引進這些遊戲，但還是針對民族性的不同，把遊戲的方式做了相當的轉換。」王鈞分析，日本觀眾比較活潑開朗，一個遊戲常常幾百個人報名，最後淘汰剩下幾個人去參加比賽；台灣觀眾比較內向，不愛表現自己，很難找到人來玩；「所以我就把它變成隊伍來做，讓一些學校或公司團體來參加，同學、同事和家人就變成啦啦隊來加油，結果氣氛就活絡起來了；如果硬是用日本的方式來做，恐怕是要失敗的。」而王鈞已於1995年3月退出《百戰百勝》。
《百戰百勝》早期曾使用曹蘭第一張個人專輯唱片《好朋友：曹蘭鬧翻天第1輯》（比特音樂製作，滾石唱片1989年發行）的主打歌〈好朋友〉作為主題曲，歌詞中總計置入了《百戰百勝》的八個單元名稱：〈毒龍潭〉、〈步步驚魂〉、〈羅馬競技場〉、〈鐵飯碗〉、〈強棒出局〉、〈IQ跌停板〉、〈車輪戰〉、〈桂河大橋〉。
《百戰百勝》停播之後，台灣電視公司曾經播出大東影藝製作的《新百戰百勝》（首播期間：1998年7月18日至1998年10月18日，每週日20時10分），主持人為許效舜等，意圖再造《百戰百勝》風潮，但是宣告失敗。其後，年代MUCH台也推出《超級百戰》，主持人為董至成、卜學亮、唐林、洪其德。東森綜合台亦推出沈玉琳製作的類似節目《百戰大勝利》（2005年7月2日開播，2008年停播），主持人為吳宗憲等。

## 節目介紹
- 播出期間：1988年10月16日至1998年3月1日
- 播出頻道：華視
- 重播期間：待查
- 重播頻道：華視休閒頻道
- 錄影地點：桃園縣楊梅市味全埔心牧場、台中市亞哥花園、苗栗縣造橋鄉香格里拉樂園
- 內容：本節目跳脫以往只在室內錄影的綜藝節目，將節目帶到戶外進行，並建立大型遊戲機具，大成本、大製作，並開放給公司行號、學校機關、現場觀眾等報名參加，每次5支參賽隊伍爭奪冠軍，最後每支隊伍皆有獎品獎勵（名次越前面，獎品價值越高）。若參賽者有帶來才藝表演或贈送特別禮物（如名產），該隊可享有加分福利。節目由胡瓜、徐乃麟、小亮哥擔任主持人，在遊戲中也與報名挑戰者進行對戰，播出時間於週日12點30分，陪大家度過假日下午的時光，並在當時創下高收視率，是難得一見的大型戶外節目。

### 製作單位
監製：陳剛信

製作單位：全宇傳播（後期為映畫傳播）、頤倫影視

製作人：王鈞(前期)、李淳蓉(前後期)、郭宏亮(後期)、李誠彥(後期)

### 主持群
主要：胡瓜(9年)、徐乃麟(7年)、小亮哥(9年)

次要：劉的華（葛立寰）、宋少卿、甄莉、任賢齊、九孔、戎祥、馬國畢、NONO、李承泰、六月、姚敏男、蜆仔、謝怡如、百戰天使

經典百戰天使：張辰、林姿佑、宋新妮、范瑋琪、潘慧君(曾改名潘慧筠，現改名潘慧如)、傅天琴(現改名傅天穎)、賈欣惠

魔王：紅魔王（楊雄）、白魔王（江振貴）、阿諾（林志成）、劉的華、洪鑫寶、瑪蓋先、CORTNEY、豹小子(Tony老師和他弟弟小四)

曾任：楊耀東、金彥、文潔、鄧志鴻(天使)...等等

曾任客串主持：張菲(只主持一集〈下水餃〉單元)

### 特別來賓
王力宏、王中平、余皓然、周子寒、林志穎、張震嶽、張洛君、劉依純、鍾漢良、游鴻明

沈洋、黃仲齊、王珍妮、PostMan、隆兄弟、吳宗憲、林清國、林美美、伍浩哲、辛隆

忍者少年、韓志堅、李其芳、霍正奇、彭莉、蘇兒真、張真、李玟、唐文龍、張瑞哲

范曉萱、張中立、L. A. Boyz、Babes、阿雅、劉小慧、張永正、伊正、苗子傑、黃仲崑、王識賢、于君君、林子娟、江明學、陶晶瑩 

### 遊戲項目
以下不包括《新百戰百勝》遊戲項目

| 遊戲名稱                      | 遊戲名稱            | 遊戲名稱                                              | 遊戲名稱                      |
| ----------------------------- | ------------------- | ----------------------------------------------------- | ----------------------------- |
| 好漢坡                        | 力拔山河            | 生死關頭                                              | 衝破自由門                    |
| 步步驚魂                      | 官兵捉強盜          | 新生死關頭                                            | 百戰神龍                      |
| 百戰競技場 (原「羅馬競技場」) | 我的砲彈會轉彎      | 英雄救美                                              | 飛越侏儸紀                    |
| 魔王迷宮                      | 天下第一關          | 晴時多雲偶陣雨                                        | 飛天大蘑菇                    |
| 桂河大橋 (後改為「倫敦大橋」) | 下水餃              | 男歡女愛                                              | 一個蘿蔔一個坑                |
| 強強滾 (原「超越巔峰」)       | 新下水餃            | 泥菩薩過江                                            | 泡沫浴                        |
| 喜從天降                      | 百戰飛鏢            | 天龍八步                                              | 雙龍會                        |
| 大白鯊                        | 黏巴達              | 踩水車                                                | IQ跌停板                      |
| 毒龍潭                        | 鐵飯碗              | 牧童情歌                                              | 三十六計走為上策              |
| 老鷹抓小雞                    | 強棒出擊            | 飛越鱷魚潭                                            | 地虎翻身                      |
| 三陽開泰                      | 百戰大ㄉㄨㄞ ㄉㄨㄞ | 天旋地轉                                              | 半斤八兩                      |
| 大西瓜                        | 蜘蛛人              | 小蜜蜂                                                | 高空反彈                      |
| 超越巔峰 (原「男歡女愛」)     | 威鯨闖天關          | 團結就是力量 (同心協力、流星錘爭霸戰、甜甜圈、大車輪) | 遠離航道 (原「團結就是力量」) |
| 給我抱抱 (原「飛越侏儸紀」)   | 步步高升            | 天生好手                                              | 天生好手全壘打BINGO           |
| 一拍即合                      |                     |                                                       |                               |

## 軼事
2017年6月23日，東森綜合台談話性節目《醫師好辣》錄影，胡瓜披露《百戰百勝》幕後秘辛：
- 徐乃麟之妻汪家璉不希望徐乃麟長期待在中國大陸拍戲、也不愛看到徐乃麟演出親密戲碼，愛妻的徐乃麟才會從《百戰百勝》開始轉做主持人。徐乃麟是臺北市立體育專科學校畢業，《百戰百勝》外景活動相當適合他，使他成功走紅。
- 《百戰百勝》錄影時，任賢齊總是像個遊民一樣牽著狗走來走去。《百戰百勝》在亞哥花園錄影兩天，任賢齊就睡在工地過夜。某天，任賢齊告訴胡瓜「有人找我發片」，胡瓜立刻支持任賢齊去試試看，沒想到任賢齊「再也沒回來了」，原來找任賢齊發片的人是音樂製作人陳煥昌（小蟲）。任賢齊至今仍與胡瓜保持聯絡，沒有疏遠故人。
- 亞哥花園因《百戰百勝》帶動觀光人潮，一個過年可以進帳新台幣2億元，周邊效益驚人。[4]

2019年12月，周華健的歌〈飛飛飛飛飛〉MV，部分片段戲仿《百戰百勝》。
2024年12月6日，華視舉辦「多元活力：華視2025展望發布會」，胡瓜說，他與華視總經理劉昌德相談甚歡，「當年他就是《百戰百勝》被我丟到水裡的」。